# أطلقت النار على الشريف (أغنية)

أطلقت النار على الشريف (بالإنجليزية: I Shot the Sheriff)‏ أغنية كتبها بوب مارلي (1945 – 1981)، وأصدرها مع فريقه «ويلرز» في عام 1973، ضمن ألبوم «احتراق». تقول كلمات الأغنية أنه تصرف دفاعًا عن النفس عندما حاول الشريف إطلاق النار عليه، أوضح مارلي نيته على النحو التالي: «أريد أن أقول، لقد أطلقت النار على الشرطة، لكن الحكومة كانت ستثير ضجة، لذلك قلت، لقد أطلقت النار على الشريف بدلاً من ذلك... لكنها نفس الفكرة: العدالة».
نشأ جدل في عام 1992، حول أغنية مغني الراب «آيس-تي Ice-T» المسماة «قاتل الشرطي»، وغالبًا ما استشهد مؤيدو آيس تي بأغنية مارلي كدليل على نفاق منتقديه، معتبرين أن الأغنية القديمة لم يتم انتقادها أبدًا بالمثل، على الرغم من وجود نفس الموضوع، وهو قتل الشرطة.
زعمت صديقة مارلي السابقة، إستر أندرسون، في عام 2012، أن كلمات الأغنية، «الشريف جون براون يكرهني دائمًا... لماذا، لا أعرف... في كل مرة أزرع بذرة يقول...اقتلها قبل أن تنمو» هي في الواقع حول معارضة مارلي بشدة لاستخدامها حبوب منع الحمل؛ وأن مارلي استبدل كلمة «دكتور» بكلمة الشريف.
كان لحن الأغنية من نوع الريجي، وكان بوب مارلي وفريق ويلرز هم من بدأوا هذا النوع من الموسيقى، الذي تميز به موسيقيين جامايكا.

## نسخة إيريك كلابتون
سجل إريك كلابتون نسخته وضمنها في ألبومه لعام 1974 «461 اوشن بوليفارد 461». أضاف كلابتون للأغنية موسيقى الروك الناعمة، إلى صوت الريجي. وصف بيلبورد هذا الإصدار بأنه «أغنية جذابة للفائز» على الرغم من عدم احتواء الأغنية على عزف جيتار منفرد. كانت المغنية المساعدة في هذه الأغنية، هي إيفون إليمان، التي حققت بعد ثلاث سنوات نجاحًا كبيرًا بأغنية الديسكو «لو لم أستطيع الفوز بك» من أعمال فريق البي جيز. صعدت الأغنية إلى المركز الأول على بيلبورد هوت 100، وفي عام 2003، دخلت نسخة كلابتون إلى قاعة مشاهير جرامي.
طاقم العزف والتسجيل
إيريك كلابتون: غناء رئيسي وجيتار
كارل رادل: جيتار باس
جيمي أولداكر: طبول
ديك سيمز: اورج
البحي جالوتين: بيانو
جورج تيري: جيتار، ودعم غناء
إيفون إليمان: دعم غناء
نشأة نسخة كلابتون ومسيرتها

سمعها كلابتون عندما قدم له، أحد أعضاء فرقته، ألبوم بوب مارلي وأقنعه بتسجيلها، ولم يرغب كلابتون في ضمها إلى ألبوم، لأنه اعتقد أن الأغنية ضمن ألبوم قد يبدو غير محترم لمارلي. أقنعه أعضاء فرقته وإدارته بأنه لا ينبغي أن يضمها للألبوم فحسب، بل يجب أيضًا إصدارها كأغنية فردية.
تحدث إريك مع بوب مارلي عن الأغنية، فقال: «حاولت أن أسأله عن سبب الأغنية ومعناها، لكنني لم أفهم الكثير من رده، وشعرت بالارتياح لأنه أحب ما فعلناه».
كانت موسيقى الريجي هامة في هذا الوقت، وفي عام 1972، أصبحت أغنية «أستطيع الرؤية بوضوح الآن I Can See Clearly Now» للمغني الأسمر جوني ناش Johnny Nash أول أغنية من هذا النوع تصل إلى المرتبة الأولى في الولايات المتحدة، وبالنسبة للمستمعين الذين يتوقون إلى مجرد لمسة من موسيقى الريجي مع موسيقى الروك الخاصة بهم، فإن أغنية كلابتون حققت هذه الرغبة. لم يكن كلابتون آخر فنان أبيض يتصدر القوائم بأغنية ريجي، فقد فعلها بلوندي في عام 1981 بأغنية «المد عال The Tide Is High» التي كانت في الأصل لفريق من جامايكا.
نسخة كلابتون على القوائم حول العالم
احتلت الأغنية المركز الأول في: الولايات المتحدة – كندا – نيوزيلندا.
احتلت المراكز 3 و4 و5 على التوالي في: النرويج – ألمانيا – هولندا.
صعدت إلى مراكز مختلفة في: بلجيكا – بريطانيا – جنوب أفريقيا – إسبانيا – أستراليا – النمسا.
كانت الأغنية على قوائم أفضل أغاني عام 1974 في: كندا – هولندا – بلجيكا – الولايات المتحدة.
حصلت على جائزة الأسطوانة الذهبية من رابطة صناعة التسجيلات الأمريكية.

## كلمات الأغنية
أطلقت النار على الشريف، لكنني لم أطلق النار على النائب I shot the sheriff, but I did not shoot the deputy
أطلقت النار على الشريف، لكنني لم أطلق النار على النائب I shot the sheriff, but I did not shoot the deputy
في كل مكان في مسقط رأسي All around in my home town
إنهم يحاولون تعقبي They're trying to track me down
يقولون إنهم يريدون إدانتي بالجريمة They say they want to bring me in guilty
لقتل النائب For the killing of a deputy
لحياة النائب For the life of a deputy
ولكني أقول But I say
لقد أطلقت النار على الشريف لكني أقسم أن ذلك كان دفاعًا عن النفس I shot the sheriff, but I swear it was in self-defense
لقد أطلقت النار على الشريف، وقالوا إنها جريمة كبرى I shot the sheriff, and they say it is a capital offense
كان العمدة جون براون يكرهني دائما Sheriff John Brown always hated me
على ما لا أعرفه For what I don't know
في كل مرة أزرع فيها بذرة Every time that I plant a seed
يقول: اقتلها قبل أن تكبر He said, "Kill it before it grows"
يقول: اقتلها قبل أن تكبر He said, "Kill it before it grows"
وها أنا أقول I say
اطلقت النار على الشريف I shot the sheriff
ذات يوم جاءت الحرية في طريقي Freedom came my way one day
وتحركت لخارج المدينة And I started out of town
فجأة رأيت العمدة جون براون All of a sudden I see sheriff John Brown
ينوي إطلاق النار علي Aiming to shoot me down
لذلك أطلقت النار عليه So I shot, I shot him down
وها أنا اقول I say
اطلقت النار على الشريف I shot the sheriff
ردود أفعالي أصبحت أفضل مالدي Reflexes got the better of me
وما يجب أن يكون، سوف يكون And what is to be must be
كل يوم تذهب بالدلو إلى البئر Every day the bucket goes to the well
ولكن في يوم من الأيام سوف يجف القاع But one day the bottom will drop out
نعم، يومًا ما سوف يجف القاع Yes, one day the bottom will drop out
ولكنني قلت But I say
اطلقت النار على الشريف I shot the sheriff

## وصلات خارجية
https://www.songfacts.com/facts/eric-clapton/i-shot-the-sheriff أطلقت النار على العمدة (أغنية)
https://www.countrythangdaily.com/eric-clapton-i-shot-the-sheriff/ أطلقت النار على العمدة (أغنية)
https://www.youtube.com/watch?v=tRgcwT9X2J8 أطلقت النار على العمدة (أغنية)